# Auguste Bussière
Auguste Bussière (11. července 1810, Lespinoy, Franicie – 11. května 1891, Madrid, Španělsko) byl francouzský literární kritik.

## Kariéra
Přispíval do Revue de Paris a Le Temps. V letech 1835–1837 si dopisoval se Sainte-Beuvem.
Publikoval čtyři články v Revue des Deux Mondes na téma Jules Janin (15. ledna 1837), Stendhal, Eugène Sue a Bugeaud. Psal i o díle George Sandové v Revue de Paris (14. a 28. května 1837, 30. července 1837 a 22. prosince 1839). Doprovázel Tocquevilleho do Alžírska a své zážitky publikoval jako Souvenirs et récits v Revue des Deux Mondes 1. listopadu 1853. Odešel do španělského exilu v roce 1851 po politickém převratu.